# Mud Mouth
Mud Mouth è il settimo album in studio del rapper americano Yelawolf, pubblicato il 30 aprile 2021 da Slumerican. È il suo terzo album in studio indipendente, dopo il suo debutto nel 2005 Creekwater e il suo album del 2019 Ghetto Cowboy. L'album contiene 14 tracce, è completamente prodotto dal collaboratore di lunga data Jim Jonsin e presenta la partecipazione vocale degli artisti Jelly Roll e Struggle Jennings. Yelawolf ha annunciato che questo sarebbe stato il suo ultimo album hip hop, con il suo primo album rock Sometimes Y in arrivo nel 2022.

## Tracce
1. Light as a Feather – 4:25
2. Oh No – 4:04
3. Bounce – 4:25
4. Conoco – 4:18
5. Dope – 4:59
6. Rocks at Your Window – 5:21
7. HillBilly Einstein – 5:21
8. Money (feat. Jelly Roll & Struggle Jennings) – 5:18
9. Losers Win Again – 1:16
10. Dog House – 4:39
11. Homeward Bound – 1:54
12. Aquanet – 4:39
13. Hot – 4:03
14. Mud Mouth – 4:30

Durata totale: 59:12